# Cel mai prost din curtea școlii
Cel mai prost din curtea școlii este al doilea album solo al lui Ombladon, lansat la data de 24 mai 2007, la casa de discuri Roton. 
Primul extras pe single de pe acest album este piesa „Noapte bună, București”, al cărei videoclip a fost lansat în toate studiourile de televisiune de specialitate din țară.
Artistul a mai lansat un alt videoclip pentru „Cheia de sub preș”, una dintre melodiile noului album, el colaborând cu Guess Who, Freakadadisk și Motzu.
Inaugurarea albumului având loc în Club Gossip din București. Evenimentul i-a avut printre invitații speciali pe Cheloo, Freakadadisk, Guess Who și Arssura.
Ombladon a declarat că „Cel mai prost din curtea școlii” poate fi un bagabont, un bețiv, un om care nu învață carte, unii îl acceptă și îl văd un lider, alții nu".
"La ce te poți aștepta din partea unui album Ombladon? Nu vă deranjați să găsiți răspunsuri pentru că sincer, nu prea contează. De la un album Ombladon nu te aștepți la "ceva", care ar putea să redefinească / revitalizeze / reinventeze hiphop-ul. Nu este el "Alesul". În cazul "parazitului" întrebarea e alta: Va păstra același stil "bagabonțesc" cu care ne-a obișnuit de câțiva ani încoace? Judecând după titlul Cel mai prost din curtea școlii inspirat probabil de viața personală, șansele de a da un răspuns afirmativ la întrebarea anterioară sunt maxime.
Chiar dacă e membru al celei mai populare trupe de hiphop din România, Ion, cum îi spun prietenii, nu se numără printre cei mai sclipitori MC (fără nici o aluzie la bling-bling) din scena autohtonă. Nu versurile meșteșugite, ori metaforele profunde reprezintă punctul său forte ci încărcătura emoțională ce transpăre din piesele sale. Pe această carte a mizat acum trei ani când a caștigat alături de raku, premiul MTV EMA pentru Egali din naștere. Tot de ea se folosește și acum, întrucât clipul și piesa - Noapte bună, Bucuresti feat. Guess Who - ce promovează noul album, tratează aceași tematică socială. Imaginea lugubră a capitalei, zugravită în nuanțe de gri, e completată de expunerea traiului mizer în care se zbat familiile de români, pe 2 colaborări reușite: Made in Romania feat. Nimeni Altu' și Tot Noi feat. Motzu. În continuare, cel de-al doilea single Cheia de sub preș detaliază această radiografie a societății românești, punând în lumină tensiunile ce apar în viața de cuplu.
Totuși, în esența sa, Ombladon rămâne un bagabont autentic. La loc de cinste stau activitățile specifice breslei, precum consumul de iarbă și alcool, atitudinea misogină, revoltă împotriva sistemului politic și nu în ultimul rând plăcerea de a versifica un amalgam fără sens de poante și jocuri de cuvinte. Reprezentative în acest sens sunt o serie de piese "de duzină": O altă zi, Liceenii Rock'n'Roll, Curve ca voi sau Traume. Colectivul Paraziții se reunește pe Trei Agenți, cu scopul declarat de a pleda pentru legalizarea consumului de iarbă prin ironizarea organelor de poliție și ridiculizarea legislației. Însă chiar și în formula completă, rezultatul e unul mediocru. Probabil că popularitatea de care se bucura, are și efecte mai puțin plăcute, MC-ul fiind frustrat de cei ce se declară fani ai trupei din care face parte. Defularile la adresa admiratorilor nedoriți sunt consumate pe I Hate You feat. Freakadadisk, venită ca o continuare a lui Când vă umplem de flegme feat. DJ Dox aparută pe anteriorul material solo din 2004. Așa cum era de așteptat, mare parte din piesele de pe Cel mai prost din curtea școlii stau sub semnul previzibilului. Nici instrumentalele nu excelează, linearitatea producțiilor fiind ruptă doar de M**a-i ruptă din Rai și de piesa care da numele albumului."

## Ordinea pieselor[5]
| Nr.             | Titlu                                       | Autor(i)                 | Text                   | Lungime |  |
| 1.              | „Cel mai prost din curtea școlii”           | Ombladon                 | Ombladon               | 3:11    |  |
| 2.              | „Tot noi” (Feat. Motzu C.T.C.)              | Motzu                    | Ombladon și Motzu      | 3:19    |  |
| 3.              | „O altă zi”                                 | Ombladon                 | Ombladon               | 2:42    |  |
| 4.              | „Noapte bună București” (Feat. Guess Who)   | Ombladon                 | Ombladon și Guess Who  | 3:50    |  |
| 5.              | „Liceenii Rock'n'roll”                      | Ombladon și Guess Who    | Ombladon               | 3:03    |  |
| 6.              | „Traume”                                    | Ombladon                 | Ombladon               | 2:59    |  |
| 7.              | „Gloanțe oarbe” (Feat. Arssura)             | Ombladon                 | Ombladon și Arssura    | 3:16    |  |
| 8.              | „Skitu' lu' Nebunu'”                        | Cheloo                   | Nebunu                 | 0:50    |  |
| 9.              | „M**a-i ruptă din rai”                      | Ombladon                 | Ombladon               | 3:24    |  |
| 10.             | „Trei agenți” (Feat. Cheloo & Freakadadisk) | Ombladon și Guess Who    | Ombladon și Cheloo     | 3:08    |  |
| 11.             | „C***e ca voi”                              | Ombladon                 | Ombladon               | 3:05    |  |
| 12.             | „I hate you” (Feat. Freakadadisk)           | Freakadadisk             | Ombladon               | 2:59    |  |
| 13.             | „Made in România”                           | Ombladon                 | Nimenialtu și Ombladon | 4:04    |  |
| 14.             | „Cheia de sub preș”                         | Freakadadisk și Ombladon | Ombladon               | 3:06    |  |
| 15.             | „La m**e” (Feat. Cheloo & Freakadadisk)     | Ombladon și Guess Who    | Ombladon și Cheloo     | 3:03    |  |
| 16.             | „Ultimul tren”                              | Ombladon și Guess Who    | Ombladon               | 3:10    |  |
| 17.             | „Skitu' lu' Ion”                            |                          | Ombladon               | 0:50    |  |
| Lungime totală: | Lungime totală:                             | Lungime totală:          | Lungime totală:        | 49:59   |  |